# Laird
Laird (skotsky – pán, dědic) je tradiční označení pro skotské dlouholeté vlastníky půdy.  V tradičním skotském pořadí přednosti se laird řadil pod barona a nad gentlemana. Tuto hodnost měli pouze ti lairdové, kteří byli oficiálně uznáni v územním určení králem lordem Lyonem. Nejedná se o šlechtický titul ani o ekvivalent – navzdory zvukové podobnosti – anglického lordship, neboť se používá i pro označení vlastníků půdy ze střední šlechty bez šlechtického titulu.[rozpor] Někteří lairdové, zejména ve Skotské vysočině, pocházejí z rodin klanových náčelníků. Často se titul laird používá pro feudální pány, titulované také jako baroni. Skotský titul baron (par) je titul nižší šlechty a není ekvivalentem anglického baron - peer, ve Skotsku se par této, nejnižší, hodnosti nazývá Lord of Parliament (Pán parlamentu).